# Árabe del Golfo
El árabe del Golfo o jaliyí (también khaliji del ár. clás. خليجي ḫalīŷī, ár. golf. [xæˈliːd͡ʒiː] o اللهجة الخليجية al-lahŷah al-ḫaliŷiyyah [ælˈlæhd͡ʒæ l.xæˈliːˌd͡ʒijːæ]) es una variedad del árabe extendida por las regiones ribereñas del Golfo Pérsico y algunas partes del interior de la península arábiga. Es la lengua coloquial usada en Kuwait, este de Arabia Saudí, Baréin, Catar, Emiratos Árabes Unidos, Omán y la zona costera de Irán. Lingüísticamente se considera cercano al árabe de Naŷd. 
Dentro del árabe del Golfo, el árabe bareiní y el árabe omaní presentan las mayores diferencias en cuanto a inteligibilidad mutua, por lo que a veces son referidos como modalidades independientes.